# Агбами
Агбами (англ. Agbami) — нефтяное месторождение в заливе Биафра, расположенного на шельфе Нигерии. Открыто в 1998 году.
Месторождение занимает площадь в 45 тыс. кв. акров в блоках OPL 216 и OPL 217. Запасы месторождения оценены в 800 млн баррелей или 128 млн тонн нефти. Пиковая добыча составит 250 тыс. барр./сут.
Оператором месторождения Агбами на нигерийском шельфе является ChevronTexaco.